# Paul Guignard
Paul Guignard (Ainay-le-Château, 10 de mayo de 1876-París, 15 de febrero de 1965) fue un deportista francés que compitió en ciclismo en la modalidad de pista. Ganó tres medallas en el Campeonato Mundial de Ciclismo en Pista entre los años 1905 y 1921.

## Medallero internacional
| Campeonato Mundial | Campeonato Mundial     | Campeonato Mundial | Campeonato Mundial |
| Año                | Lugar                  | Medalla            | Competición        |
| ------------------ | ---------------------- | ------------------ | ------------------ |
| 1905               | Amberes (Bélgica)      | Medalla de plata   | Medio fondo (P)    |
| 1913               | Leipzig (Alemania)     | Medalla de oro     | Medio fondo (P)    |
| 1921               | Copenhague (Dinamarca) | Medalla de bronce  | Medio fondo (P)    |

## Palmarés
- 1894
  - 1.º en la París-Besançon
- 1895
  - 1.º en la París-Besançon
- 1898
  - 1.º en el Gran Premio de Argel de velocidad
  - 1.º en el Gran Premio de Roanne
- 1903
  - 1.º en la Gran Premio de París de medio fondo
- 1905
  - Campeón de Europa de medio fondo
  - Campeón de Francia de Medio fondo 
  - 1.º en el Gran Premio de Anverso de medio fondo
- 1906
  - Campeón de Europa de medio fondo
  - 1.º en el Gran Premio de Berlín de medio fondo
  - 1.º en el Gran Premio de Dresde de medio fondo
  - 1.º en la Roue de Oro de Berlín de medio fondo
  - 1.º en la Corona de Oro de Colonia de medio fondo
- 1907
  - 1.º en el Gran Premio de Berlín de medio fondo
  - 1.º en la Roue de Oro de Berlín de medio fondo
- 1908
  - 1.º en el Gran Premio de Berlín de medio fondo
  - 1.º en el Gran Premio de Europa de medio fondo
  - 1.º en el Premio de Germania de medio fondo
  - 1.º en el Gran Premio de Hannover de medio fondo
  - 1.º en el Gran Premio de Saxe de medio fondo
  - 1.º en la Roue de Oro de Múnich de medio fondo
  - 1.º en la Roue de Oro de Stegitz de medio fondo
- 1909
  - Campeón de Europa de medio fondo
  - 1.º en el Gran Premio de Leipzig de medio fondo
  - 1.º en el Gran Premio de Buffalo de medio fondo
  - 1.º en la Roue de Oro de Berlín de medio fondo
- 1910
  - 1.º al Gran Premio de Leipzig de medio fondo
- 1911
  - 1.º en el Critérium Internacional de medio fondo de París
  - 1.º en el Gran Premio de Anverso de medio fondo
  - 1.º en el Gran Premio de Boulogne de medio fondo
  - 1.º en la Roue de Oro de Buffalo de medio fondo
  - 1.º en el Premio Albert Champion de medio fondo en París
  - 1.º en el Premio Hugh McLean de medio fondo en París
  - 1.º en el Premio Auguste Stéphane de medio fondo en París
  - 1.º en el Premio Charles Terront de medio fondo en París
- 1912
  - Campeón de Europa de medio fondo
  - Campeón de Francia de Medio fondo
- 1913
  - Campeón del Mundo de Medio fondo 
  - Campeón de Francia de Medio fondo 
  - 1.º en el Critèrium Internacional de medio fondo de París
  - 1.º en la Roue d'Or de Berlín de medio fondo
  - 1.º en la Roue d'Or de Bruselas de medio fondo
  - 1.º en el Premio Jimmy Michaël de medio fondo en París
  - 1.º en el Premio Albert Champion de medio fondo en París
  - 1.º en el Premio Charles Miller de medio fondo en París
- 1914
  - Campeón de Francia de Medio fondo 
  - 1.º en el Gran Premio de la Industria del diamante de Anverso de medio fondo